# Place du Tertre
Der Place du Tertre ist ein Platz im 18. Arrondissement von Paris, westlich der Basilique du Sacré-Cœur und von St-Pierre de Montmartre. Er gilt als das Herz des Stadtteils Montmartre und gehört zu den bekanntesten Sehenswürdigkeiten von Paris.

## Geschichte
Der Place du Tertre liegt im Zentrum der ehemaligen Gemeinde Montmartre und ist schon im 14. Jahrhundert entstanden. Der Plan von Jouvin de Rochefort zeigt, dass er um die Mauern des Klosters Montmartre angelegt wurde.
Auf dem  Platz befindet sich das erste Rathaus von Montmartre (französisch mairie de Montmartre), das 1790 für den ersten Bürgermeister, Félix Desportes, errichtet wurde. Das Restaurant À la Mère Catherine am Platz wurde  schon 1793 eröffnet.
Am Ende der Belagerung von Paris lagerte die Garde nationale einen Teil der 171 Kanonen auf dem Hügel. Als General Claude Lecomte sie am 18. März 1871 abziehen wollte, führte das zum Aufstand und damit zum Ursprung der Pariser Kommune.
Ende des 19. und Anfang 20. Jahrhundert lebten viele heute berühmte Künstler im Viertel Montmartre: Toulouse-Lautrec, Picasso, Modigliani und Utrillo.

## Situation heute
Heute ist der Platz vor allem bekannt für die zahlreichen Stände von Karikaturisten und Malern, die vor allem auf Touristen als Kunden ausgerichtet sind. Die Bedingung für die Eröffnung eines Standes ist der Besitz einer Konzession, die als sehr begehrt und schwer zu erhalten gilt.
Der heutigen Situation gingen einige juristische Gefechte voraus: In den 1990er Jahren war ein Streit zwischen der Association pour la défense des droits des artistes peintres de la place du Tertre und der Pariser Verwaltung entstanden, die eine Verordnung zur Regulierung des Öffentlichen Raums erlassen wollte, nach der der Platz 140 Stellplätze zu 1 m² erhalten sollte. Die Maler und Porträtisten sollten ferner die Autorisierung jährlich neu beantragen. Die Angelegenheit kam vor den Conseil d’État und wurden mit einem Erlass vom 11. Februar 1998 geregelt («Ville de Paris c. Association pour la défense des droits des artistes peintres»): Die Richter gaben schließlich der Stadtverwaltung recht.
Die Situation verschärfte sich, weil der Raum, der für die Künstler reserviert ist, seit 1980 dadurch beschränkt wird, dass die Restaurants und Cafés ihre Terrassen ständig ausdehnen. Obwohl die Stadtverwaltung 1983 entschieden hat, ein «carré des artistes» zu schaffen, kämpfen die acht Gastwirte um jeden Platz und besetzten 2018 fast 80 % der Fläche; es scheint so, als würde die Stadtverwaltung die Gastwirte bevorzugen.

## Ansichten

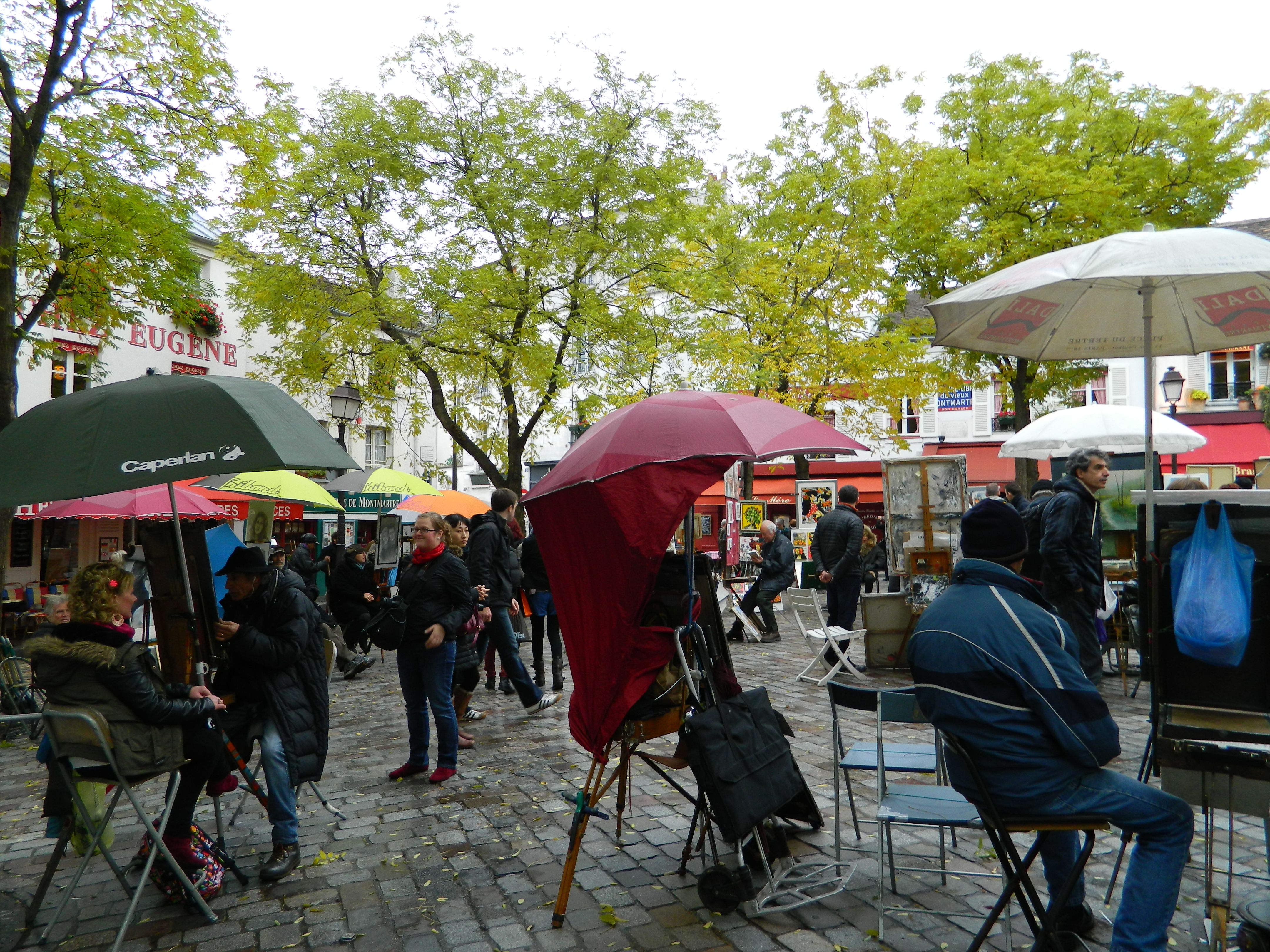
Place du Tertre am Tag …
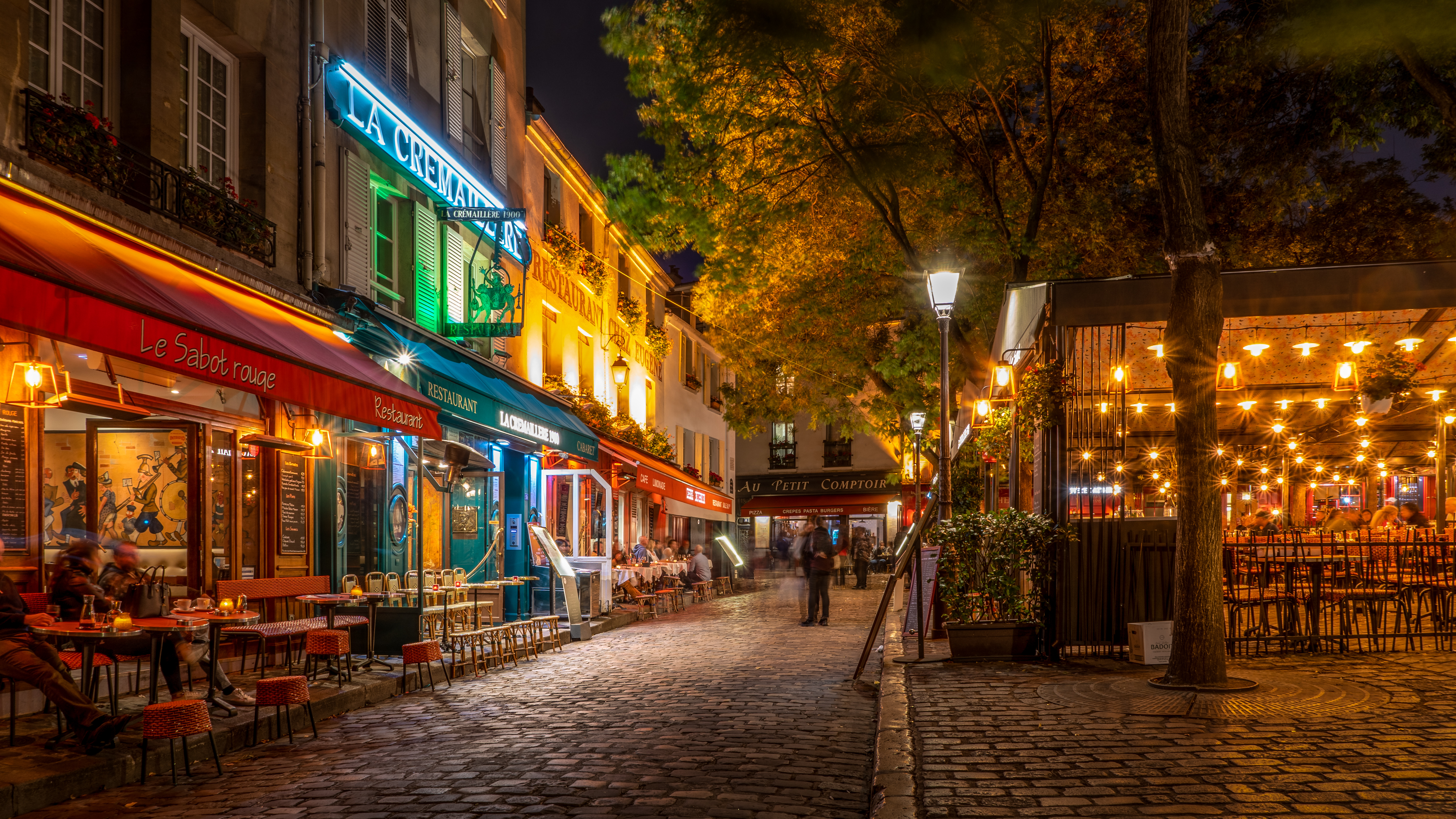
… und bei Nacht
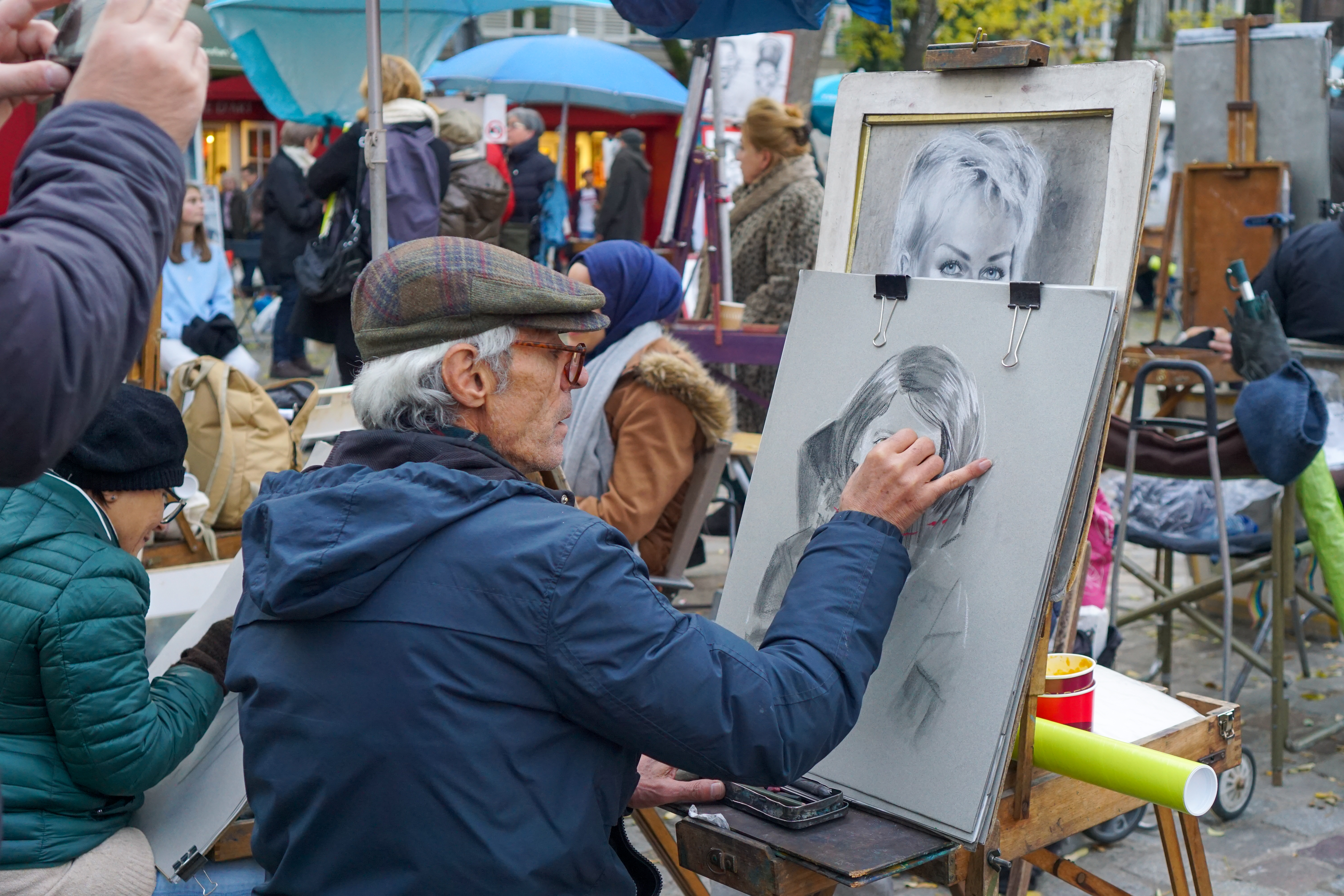
Ein Künstler bei der Arbeit

## Sehenswürdigkeiten
- Nr. 3: Altes Rathaus (Mairie de Montmartre)
- Nr. 6: Restaurant À la Mère Catherine von 1793
- Nr. 7: Plakette des Bildhauers Maurice-Edme Drouard (1886–1915)
- Nr. 15: Hier stand 1822 der experimentelle Chappe-Telegraf